# Scopula substrigaria
Scopula substrigaria är en fjärilsart som beskrevs av Otto Staudinger 1900. Scopula substrigaria ingår i släktet Scopula och familjen mätare. Inga underarter finns listade.